# Johann Pfeffer

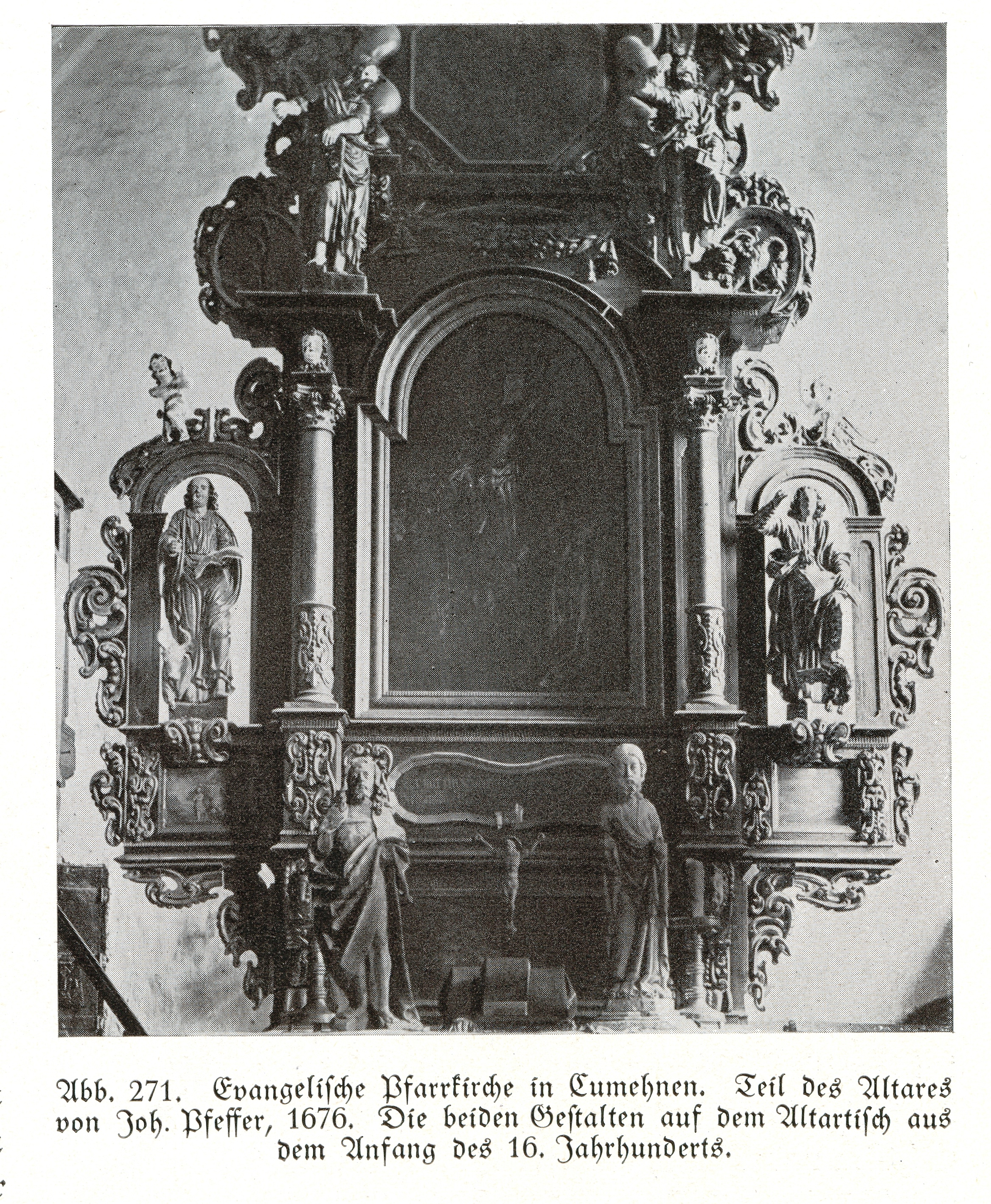
Johann Pfeffer, Ołtarz główny w kościele w Kumaczowie

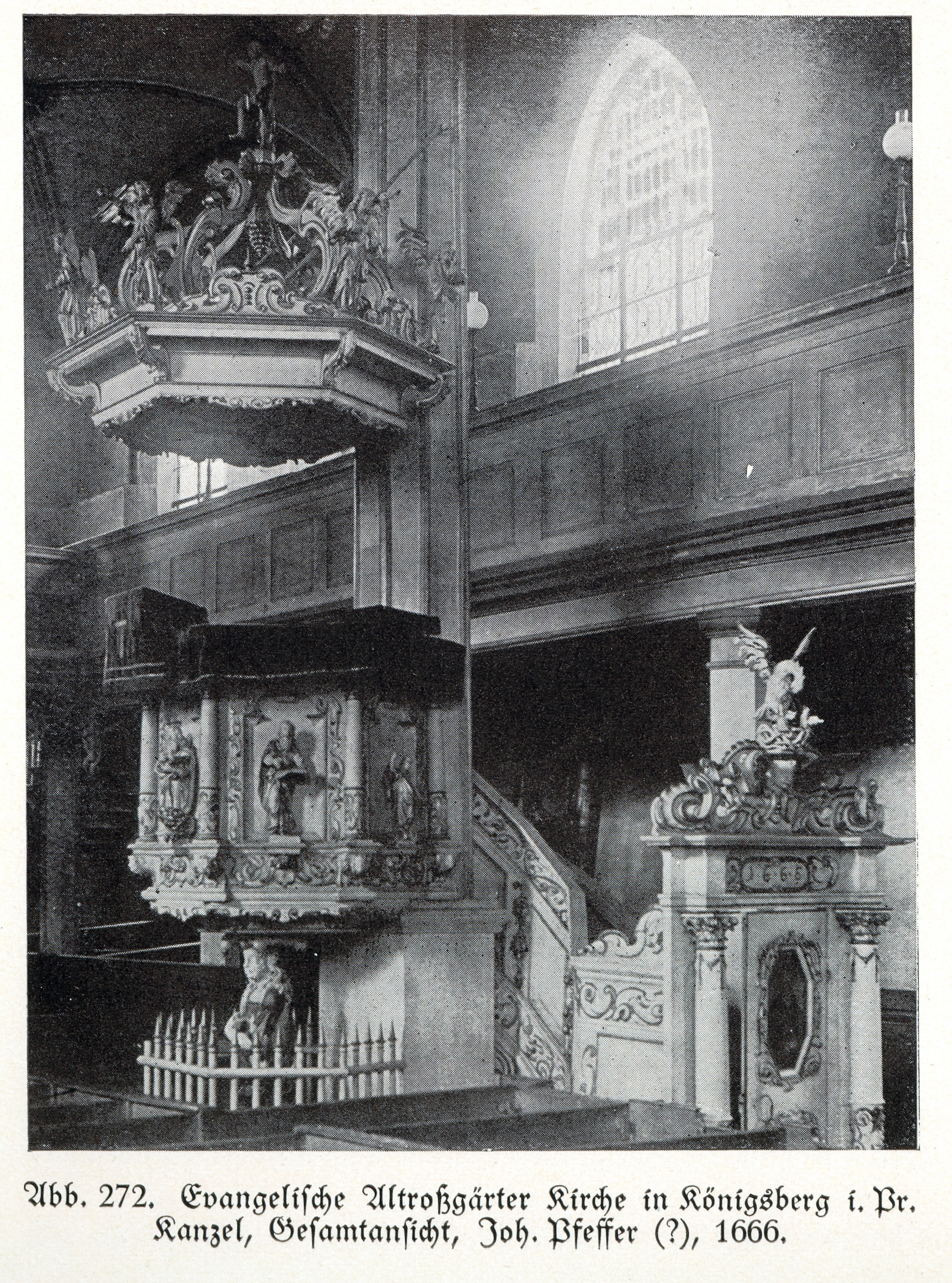
Johann Pfeffer, Ambona w kościele parafialnym na Altroßgarten

Johann Pfeffer lub Johannes Pfeffer (zm. po 1676) – niemiecki rzeźbiarz aktywny w Prusach Wschodnich w latach 1668–1687. Był twórcą m.in. ołtarzy, konfesjonałów, ambon oraz baptysteriów w kościołach.
- 1668: Ołtarz główny w kościele parafialnym na Neuroßgarten w Królewcu (niem.: Königsberg)[1].
- 1668: Ambona w kościele w Łogwinie, (niem.: Medenau)[2].
- 1668: Ambona w kościele w Kotielnikowie (niem.: Wargen)[2].
- 1670: Ambona w kościele w Russkoje (niem.: Germau)[3].
- 1660/1670: Ołtarz główny i ambona w kościele (Cerkiew Podwyższenia Krzyża Świętego) w Górowie Iławeckim (niem.: Landsberg)[1].
- 1672: Ołtarz główny w kościele w Kotielnikowie (niem.: Wargen)[4].
- 1673: Ołtarz główny i ambona w kościele w Jużnym (niem.: Jesau)[5].
- 1676: Ambona w kościele w Bałtyjsk (niem.: Pillau)[5].
- 1676: Ołtarz główny i ambona w kościele w Rjabinowce (niem.: Schmoditten)[6].
- 1676: Ołtarz główny w kościele w Kumaczowie (niem.: Kumehnen)[7].
- 1676: Ambona w kościele parafialnym na Altroßgarten w Królewcu (niem.: Königsberg)[8].